# 톈진 지하철
톈진 지하철(天津地铁, 천진지철)은 톈진 시내를 잇는 교통 기관들 중 하나이다. 베이징 지하철에 이어 중국에서 두 번째로 개통한 지하철이다. 현재는 1호선과 2호선, 3호선, 6호선, 9호선만 운영 중이지만, 9호선까지 개설될 예정이다 그리고 지금은 4호선,5호선이 공사 중에 있으며 4호선은 2019년 12월 30일에, 5호선은 2017년 12월 25일에 개통될 예정이다.

## 노선

### 1호선
1970년 6월 5일에 공사가 시작되었지만 자금이 모자라는 등 여러 가지 안좋은 점이 일어나 공사의 중지와 재개를 반복하는 우여곡절 끝에 1984년 12월 28일에 1호선이 개통되었다. 2001년 재건축과 연장을 위해 운행이 중단되어 2006년 다시 운행을 재개하였다.

### 9호선(빈하이선)
2001년 공사를 시작하여 2004년 완공된 톈진 경제기술개발구와 시가지를 있는 경전철이다

## 노선전체
| 색상 | 노선번호 | 노선명          | 구간                                | 거리      | 역수 |
| ---- | -------- | --------------- | ----------------------------------- | --------- | ---- |
|      | 1        | 1호선           | 류위안 역 - 둥구루 역               | 42.227 km | 27   |
|      | 2        | 2호선           | 차오좡 역 - 빈하이 국제공항역       | 27.157 km | 20   |
|      | 3        | 3호선           | 샤오뎬 역 - 남역 역                 | 33.7 km   | 26   |
|      | 4        | 4호선           | 둥난자오 역 - 신싱춘 역             | 19.4 km   | 14   |
|      | 5        | 5호선           | 베이첸커지위안베이 역 - 리치좡난 역 | 34.8 km   | 28   |
|      | 6        | 6호선           | 난순좡 역 - 루수이다오 역           | 43.6 km   | 39   |
|      | 7        | 7호선           | 다비좡 역 - 리치좡 역 （미정）      |           |      |
|      | 8        | 8호선           | 루수이다오 역 - 셴수이구시 역       | 13.42 km  | 9    |
|      | 9        | 9호선(빈하이선) | 톈진 역 - 둥하이루 역               | 52.759 km | 21   |

## 같이 보기
- 중화인민공화국의 철도